# Відслонення нижньопротерозойських конгломератів
Відсло́нення нижньопротерозо́йських конгломера́тів — геологічна пам'ятка природи місцевого значення в Україні. Об'єкт природно-заповідного фонду Житомирської області. 
Розташована в межах Радомишльського району Житомирської області, біля села Ставки (1 км. на північ). 
Площа 6,6 га. Статус отриманий у 1998 році. Перебуває у віданні Ставецької сільської ради. 
Статус надано для збереження відслонення докембрійських конгломератів віком понад 1900 млн. років, які мають велике наукове значення.